# میخایین لوپز
میخایین لوپز نونیز (به اسپانیایی: Mijaín López Núñez) (زاده ۲۰ اوت ۱۹۸۲) کشتی‌گیر بازنشستهٔ کوبایی است که در دستهٔ فوق سنگین‌وزن کشتی فرنگی فعالیت کرده است. لوپز که به‌طور گسترده به عنوان یکی از بزرگ‌ترین کشتی‌گیران تمام دوران شناخته می‌شود، با کسب پنج مدال طلا از پنج دورهٔ متوالی بازی‌های المپیک رکورددار بیشترین مدال المپیک در ورزش کشتی است. او همچنین پنج بار قهرمان مسابقات قهرمانی کشتی جهان و پنج بار قهرمان بازی‌های پان آمریکن شده است. او برادر کوچکتر میچل لوپس نونیس، بوکسور آماتور کوبایی است.
لوپز با غلبه بر یاسمانی آکوستا از شیلی در فینال وزن ۱۳۰ کیلوگرم کشتی فرنگی در المپیک ۲۰۲۴، اولین و تنها ورزشکار در تاریخ المپیک مدرن شد که پنج مدال طلای متوالی را در مسابقات المپیک کسب کرد.

## دوران حرفه‌ای
لوپز در دستهٔ فوق سنگین‌وزن کشتی فرنگی رقابت می‌کرد. او برندهٔ مدال طلای پنج دورهٔ پیاپی بازی‌های المپیک در ۲۰۰۸ پکن، ۲۰۱۲ لندن، ۲۰۱۶ ریو، ۲۰۲۰ توکیو و ۲۰۲۴ پاریس و قهرمان پنج دورهٔ مسابقات قهرمانی کشتی جهان در سال‌های ۲۰۰۵، ۲۰۰۷، ۲۰۰۹، ۲۰۱۰ و ۲۰۱۴ است. او در فینال‌های المپیک پنج دورهٔ پیاپی در دستهٔ فوق سنگین‌وزن (۱۲۰، ۱۲۵ و ۱۳۰ ک‌گ) توانست در دیدارهای نهایی با غلبه بر مینداوگاس میزگایتیس از لیتوانی، هیکی نابی از استونی، رضا کایالپ ترکیه‌ای، یاکوبی گاجایا گرجستانی و یاسمانی آکوستا شیلیایی صاحب پنج مدال طلا المپیک شود. لوپز پس از پیروزی و قهرمانی در فینال کشتی المپیک ۲۰۲۴ پاریس در برابر یاسمانی آکوستا از شیلی برای همیشه از دنیای کشتی خداحافظی کرد.

### المپیک ۲۰۱۶ ریو
لوپز در سال ۲۰۱۶ میلادی در المپیک ریو در وزن ۱۳۰ کیلو حاضر بود که هیکی نابی از استونی را ۳ بر صفر، یوهان اورن از سوئد را ۴ بر صفر و سرگی سمینوف از روسیه را ۳ بر صفر شکست داد و به مرحله فینال رسید. در مرحله نهایی توانست با غلبه بر رضا کایالپ ترکیه ای، مدال طلا را به‌دست‌آورد.

### المپیک ۲۰۲۰ توکیو
لوپز در سال ۲۰۲۱ میلادی در المپیک توکیو در وزن ۱۳۰ کیلو و در حالی که ۳۸ سال سن داشت در این مسابقات حاضر شد. او در دور اول آلین الکسوک سیوراریو از رومانی را با نتیجه ۸ بر صفر در تایم اول شکست داد، در دور دوم او با امین میرزازاده از ایران کشتی گرفت و با نتیجه ۸ بر صفر او را شکست داد و به نیمه نهایی رسید. در نیمه نهایی حریف او رضا کایالپ کشتی‌گیر ترکیه‌ای بود که با نتیجه ۲ بر صفر او را شکست داد و به چهارمین فینال المپیکی خود رسید. در فینال حریف او یاکوبی گاجایا از گرجستان بود و با نتیجه ۵ بر صفر او را نیز شکست داد و به چهارمین طلای المپیک خود رسید و تبدیل به پرافتخارترین کشتی‌گیر در المپیک شد، این در حالی اتفاق افتاد که او حتی یک امتیاز هم به حریفان خود نداد.

### المپیک ۲۰۲۴ پاریس
لوپز در سال وزن ۱۳۰ کشتی فرنگی المپیک ۲۰۲۴ پاریس حاضر بود که کوین د آرماس از کوبا، امین میرزازاده از ایران و ژولامان شارشنبکوف از قرقیزستان را شکست داد و به فینال رسید. وی در فینال توانست یاسمانی آکوستا از شیلی را شکست دهد و مدال طلا وزن ۱۳۰ کیلوگرم را بدست آورد.